# Maradi II
Maradi II est un arrondissement communal de la ville de Maradi au Niger. 

## Géographie
L'arrondissement de Maradi II s'étend sur la partie centrale de la ville de Maradi, au nord de l'aéroport.
|              | Maradi I   |            |
| Sarkin Yamma | Maradi II  | Djirataoua |
|              | Maradi III |            |

## Histoire
La commune urbaine de Maradi II est instaurée en 2002, érigée en arrondissement communal en 2010. 

## Population
Lors du recensement général de 2012, la population communale est relevée à 66 728 habitants. L'accroissement annuel de la population atteint 3,2 % pendant la période 2001-2012.

## Quartiers et villages
L'arrondissement est divisé en 4 quartiers en totalité en zone urbaine.
- Sabon Gari
- Zaria II
- Mokoyo
- Bagalam